# Colegiul Național Ana Aslan, Timișoara
Colegiul Național Ana Aslan este un liceu din Timișoara, numit astfel în onoarea medicului român specialist în gerontologie, Ana Aslan.

## Istoria liceului
Colegiul Național Ana Aslan își are începuturile în anul 1942, când, în acel an, se înființează Institutul Asistentelor de Ocrotire, cu durata studiilor de 3 ani. În anul 1948 institutul s-a transformat în Liceul Sanitar cu durata studiilor de 4 ani, urmând, ca 11 ani mai târziu, în anul 1959, liceul să fie desființat, iar școala postliceală să fie mutată la Arad.
În anul 1972 instituția s-a transformat în grup școlar sanitar, ca urmare a reorganizării, urmând ca între anii 1978-1990 să funcționeze ca liceu sanitar. În 1992 liceul redevine grup școlar, urmând ca în 1996 să devină colegiu, iar, în anul 1999, prin evaluarea națională și locală a rezultatelor colegiului, denumirea se schimbă în Colegiul Național Ana Aslan.